# کرکبوئی
کرکبوئی (به اسپانیایی: Carcabuey) یک دهستان در اسپانیا است که در استان کوردوبا (اسپانیا) واقع شده‌است. کرکبوئی ۸۰ کیلومتر مربع مساحت و ۲٬۷۷۵ نفر جمعیت دارد و ۶۴۲ متر بالاتر از سطح دریا واقع شده‌است.